# 보건관리
보건관리(保健管理)는 기업이 종업원의 심신의 건강과 보건 상태를 보호하고 증진하기 위한 일련의 활동이다. 그러나 보건관리는 단순히 기업에서만의 문제가 아니라, 국민의 건강 전체에 해당되는 것이라 볼 수 있기에 조금 더 정확히 말하면 국민 건강을 각종 위험으로부터 예방하고 이를 체계적으로 관리할 수 있는 전문 인력을 양성하는 것이다.
보건관리는 주로 기업 등의 근무 환경에서 행해지며 이 경우 대상 역시 근무자 혹은 직장인이기에, 대부분의 보건관리는 기업에서의 것을 의미하는 경우가 많다. 기업의 보건관리는 사업장에서의 보건관리 등에 관한 근본적인 요건부터 의료보험 등의 종합적인 관리까지 포함하게 된다.

## 필요성
국민의 복지가 높아지면서 점차적으로 사회에서는 양질의 보건 및 의료서비스를 체계적으로 제공해야 하는 상황이 되었고, 이를 위해 보건관리는 그만큼 더욱 그 필요성이 증대되고 있는 현실이다.
앞으로의 사회는 정보화 사회와 지식기반 사회로의 진입이 필연적이므로 보건관리는 국민의 건강과 삶의 증진을 위해 반드시 필요하다. 즉, 산업의 고도화로 인한 작업환경의 유해화로 인해 근무자들은 스트레스 등을 겪으며 여러 건강상의 문제가 닥쳐오게 되었고, 이에 따라 보건관리의 중요성이 점차 증대되고 있다는 것이다.
또한 보건관리는 단지 사후의 일만을 여기는 것이 아니기에, 예방적 보건관리에 대한 중요성도 높아져 가고 있다. 근무자의 각종 질병과 정신적 스트레스를 사전에 방지함으로써 인적 자원의 유지 보존 및 성과를 높이는 것을 목적으로 한다는 것이다.

## 병원경영
종래 경영관리(經營管理)라 하면 공업이라든가 또는 사업을 그 대상으로 생각하고 있었다. 따라서 경영에 관한 학문적 연구에 있어서도 병원경영에 대해서는 별다른 실적이 없으며, 이에 대한 관심도 그다지 크지 않았다. 그러나 최근에 와서는 병원의 경영규모가 확대됨에 따라 그 관리도 점차 복잡해졌고, 이에 따라 병원의 합리적 경영관리에 대한 필요성이 일반기업, 예컨대 제조업이나 금융업 등에 비하여 뒤지지 않게 되었다. 다시 말해서 병원의 규모확대는 병원의 합리적 운영·관리의 필요성을 요구하게 되었고, 이에 따라 타기업의 경우와 같이 과학적 사고를 폭넓게 받아들여야 한다. 한 마디로 말해서 병원이라고 하지만 여기에는 그 규모에 따라 대소(大小)가 있고, 과별(科別)만 하더라도 단과(單科)인 것, 수개 과를 병설(倂設)한 것이 있으며, 또 종업원만 하더라도 불과 몇 명인 것에서부터 수백 명에 이르는 것도 있어 그 상태는 천차만별이다. 또한 경영상태에서 보더라도 병원에는 국공립(國公立)을 비록, 재단법인(財團法人)·사단법인(社團法人)·대학·회사·기업체의 부속병원 등이 있으며, 이 밖에도 개인병원이 있다. 또한 병원에는 외래환자만을 주로 취급하는 곳이 있는가 하면, 한편으로는 입원환자만을 취급하는 곳, 또는 이 양자를 병용(倂用)하는 곳도 있다. 이상이 대한민국 병원의 실정인 바, 그 부문조직(部門組織)에 있어서는 경영방침(經營方針)에 있어서 반드시 같다고만은 할 수 없다. 병원은 환자를 대상으로 하여 의료를 행하는 것이 그 주된 업무로서, 이 의료라는 업무는 일반대중 또는 특정인(예를 들면 기업체의 부속병원은 일반적으로는 종업원에 한정되는 경우를 말한다)에 대하여 의료를 행하며, 이 의료를 행하는 곳을 병원이라고 한다. 그리고 병원은 의료의 대상에 따라 단과(예를 들면 內科라든가 外科 등)병원과 종합병원으로 나뉜다.

### 경영관리
일반적으로 대한민국의 병원관리의 현상은 타기업의 그것에 비하여 현저히 뒤떨어진 상태라 해도 과언은 아니다. 그 이유로는 물론 여러 가지가 있겠으나, 일반적으로 지적할 수 있는 주요 이유는 다음과 같다. (1) 일반적으로 대한민국의 병원경영은 개인경영에서 발전해 온 경우가 많기 때문에, 아직까지도 역시 개인적 전통사상(傳統思想)에 지배되고 있다. (2) 따라서 경영자 대부분이 기업으로서의 경영에 대한 전문가(專門家)가 아니라, 본래 의료를 전문으로 한 의사가 전통적으로 승격, 병원장(病院長)이 되거나 또는 스스로 개업(開業)을 함으로써 의료행위에 종사하며, 아울러 병원경영을 겸하고 있다. 따라서 자금면(資金面)에서도 또 투자설비(投資設備)가 대규모화(大規模化)된 근대적 병원의 경영자로서는 적격자가라고 말할 수는 없다. (3) 기업의 종류 내지는 형태 여하를 불문하고 근대적 기업의 경영은 계수적 관리(計數的 管理)를 필요도 하지만, 그것은 어디까지나 합리적 회계제도(會計制度)의 수립에 의하지 아니하면 안 된다. 그런데 병원은 장부조직만 보다라도 복식부기·단식부기를 비롯, 약식(略式) 또는 수지부기(收支簿記) 등 여러 가지 형식을 채택하고 있기 때문데 그 경영관리에 필요한 계수(計數) 파악이 곤란하다. (4) 특히 병원 내부에 있어서는 업무의 성격상 그렇다고는 하겠지만, 회계담당자는 언제나 기계적으로 수치만을 기록해두는 것에 불과하기 때문에 현단계에서는 관리통제(管理統制)에 바람직한 자료 작성이 기대되지 않는다. (5) 본래 병원은 환자에 대한 의료를 담당하는 곳이기 때문에 내원환자(來院患者), 즉 고객에 따라 경영의 양부(良否)가 판가름나게 되어 있어 일반기업에 있어서와 같이 경영에 관한 관리부문이 결여되어 있다. 대한민국의 병원과리 실정은 대체로 이상과 같기 때문에 일반기업에 비해 그 경영관리가 현저히 뒤떨어지고 있다. 따라서 이 점에 대하여 충분한 검토와 시정이 있지 않으면 안 된다. 그러나 그 전제(前提)로서는 먼저 병원의 회계제도(會計制度) 및 예산제도(豫算制度)의 확립과 그 실시를 필요로 한다. 또한 대상계산인 원가계산제도를 실시하고, 나아가서는 관리회계(management accounting)에 이르는 것이 바람직하다.
病院經營管理－目標 병원경영관리의 목표에 대해서는 여러 가지를 들 수 있으나, 크게 나누어 2가지로 생각할 수 있다. 즉, 그 하나는 병원경영(病院經營)이라는 경영의 내부적 입장에 대한 경영관리를 말하며, 다른 하나는 병원의 사명이라 할 수 있는 사회적·공공적, 다시 말해서 외부적 관점에서의 경영관리이다. 이 2가지 중 어느 하나가 결여되더라도 완전한 경영이라고는 말할 수 없으며, 따라서 경영을 합리화하여 경제성을 높이기 위하여는 경영관리에 모든 시책을 강구하지 않으면 안 된다.
病院－財務諸表 대한민국 병원의 회계제도(會計制度)나 부기조직(簿記組織)은 타기업의 그것에 대하여 통일되어 있지 않으며, 뿐만 아니라 현저히 뒤떨어지고 있다. 따라서 그 개선의 여지가 허다하며, 이러한 현상들을 개선하지 않는 한 병원의 재정상태나 경영실적(經營實績)의 양부(良否)에 대한 적정한 파악은 불가능하게 된다. 이것은 대한민국 병원경영의 합리화와 사회 전체의 보건위생의 향상을 위해서도 하루 빨리 시정돼야 한다. 이를 위해서는 병원회계의 통일, 수지계산(收支計算)의 명확화에 의해 경영관리에 도움이 될 여러 자료의 제공을 가능하게 해야 한다. 물론 병원의 회계처리도 타기업의 경우와 같이 실무를 통하여 관습적으로 발달된 것들 가운데 일반적으로 공정타당하다고 인정되는 것을 요약한 것이어야 하지만, 우선은 잠정적인 병원회계로서 일체의 거래를 정규 부기원칙(簿記原則)에 따라 명확한 회계 장부를 작성, 일반기업과 같은 재무제표(財務諸表)를 작성하는 일이 무엇보다도 중요하다. 왜냐하면 이것을 통일한 다음 비로소 병원의 경영관리를 중심으로 한 관리회계가 성립될 수 있는 것이고, 이렇게 함으로써 타기업의 경우처럼 과학적·합리적 병원경영을 할 수 있기 때문이다.

## 같이 보기
- 건강보험
- 의료 마케팅